# Randy Jackson (muzician)
Randy Jackson (n. 29 octombrie 1961, Gary, Indiana, SUA) este un cantautor american. Este al nouălea copil al familiei Jackson.